# سورين بيترسن
سورين بيترسن (بالدنماركية: Søren Petersen)‏ (6 ديسمبر 1894 – 1945) هو ملاكم دنماركي راحل، مثّل بلاده في الألعاب الأولمبية الصيفية في دورتي 1920 و1924.

## روابط خارجية
سورين بيترسن على موقع بوكس ريك (الإنجليزية) (registration required)
- سورين بيترسن على موقع أوليمبيديا (الإنجليزية)